# Anchuelo
Anchuelo es un municipio y localidad española de la Comunidad de Madrid. El término municipal tiene una población de 1392 habitantes (INE 2024). 

## Historia
Posiblemente la localidad sea de origen romano. En la Edad Media, y después de la reconquista cristiana, el pueblo pasó a depender del arzobispado de Toledo, dentro de la Comunidad de villa y tierra de Alcalá, de la que se independizó en el siglo XVI.
A mediados del siglo XIX, el lugar tenía contabilizada una población de 274 habitantes. La localidad aparece descrita en el segundo volumen del Diccionario geográfico-estadístico-histórico de España y sus posesiones de Ultramar de Pascual Madoz de la siguiente manera:

ANCHUELO: v. con ayunt. de la prov., aud. terr. y c. g. de Madrid (7 leg.), part. jud. y adm. de rent. de Alcalá de Henares (1/2), dióc. de Toledo (17); sit. en un valle entre dos cerros á 1 leg. N. del r. Henares, y 2 S. del Tajuña, defendida de los vientos del N. con cielo alegre y clima saludable: tiene 65 casas, 2 molinos de aceite, un hospital sin rent., una posada pública, é igl. parr. bajo la advocacion de Sta. Maria Magdalena, de curato perpetuo y provision ordinaria: en los afueras hay fuentes de agua esquisita, cuya abundancia es muy estimada para el riego de varios trozos de tierra: y por último una ermita con el título de Ntra. Sra. de la Oliva. Confina el térm. por N. con los de Alcalá y los Santos de la Humosa, E. con Santorcaz, S. con el de Corpa y O. con el de Villalvilla, á dist. de 1/4 á 1/2 leg. Comprende 4,105 fan., de las cuales se cultivan 654 de primera clase, 2,220 de segunda y 400 de tercera; carece de monte alto y bajo, y el poco terreno baldio está dividido por suertes entre los vec: todo el térm. participa de cerros y llanuras, y aunque escaso de aguas para el riego, es de bastante buena calidad. prod.: trigo, cebada, centeno, avena, vino, aceite y pocas legumbres; se mantiene algun ganado lanar y vacuno: pobl. 65 vec., 275 alm.: cap. prod. 2.700,580 rs.: imp. 111,970: contr., segun el cálculo general de la prov., el 11 por 100.
(Madoz, 1845, p. 274)

## Demografía
Cuenta con una población de 1392 habitantes (INE 2024).
| Gráfica de evolución demográfica de Anchuelo entre 1842 y 2021                                                        |
| |
| Población de derecho según los censos de población del INE. Población de hecho según los censos de población del INE. |

## Comunicaciones
El municipio está comunicado con Alcalá de Henares mediante una línea de autobús:
| Línea | Recorrido                                                       |
| ----- | --------------------------------------------------------------- |
| 275   | Alcalá de Henares - Los Santos de la Humosa - Alcalá de Henares |

## Patrimonio
Cabe destacar la iglesia originaria del siglo XV de Santa María Magdalena y el retablo del siglo XVIII, las ermitas de la Virgen de la Oliva, San Isidro y San Cristóbal, el Cementerio Moro y la Fuente de la Cuesta.

## Fiestas
Las fiestas del pueblo son las de San Pedro Mártir.